# Kamaknoor, Chitapur
Kamaknoor là một làng thuộc tehsil Chitapur, huyện Gulbarga, bang Karnataka, Ấn Độ.